# Kômian
Le Kômian  ou Kômien ou encore Cômian est un prêtre ou une prêtresse traditionnel(le) chez les peuples Akan, groupe ethnique en Afrique de l'ouest, particulièrement en Côte d'Ivoire, au Ghana et au Togo. Ils sont assimilés au Bossonisme qui désigne les génies dans la religion traditionnelle africaine promue par Jean-Marie Adiaffi.

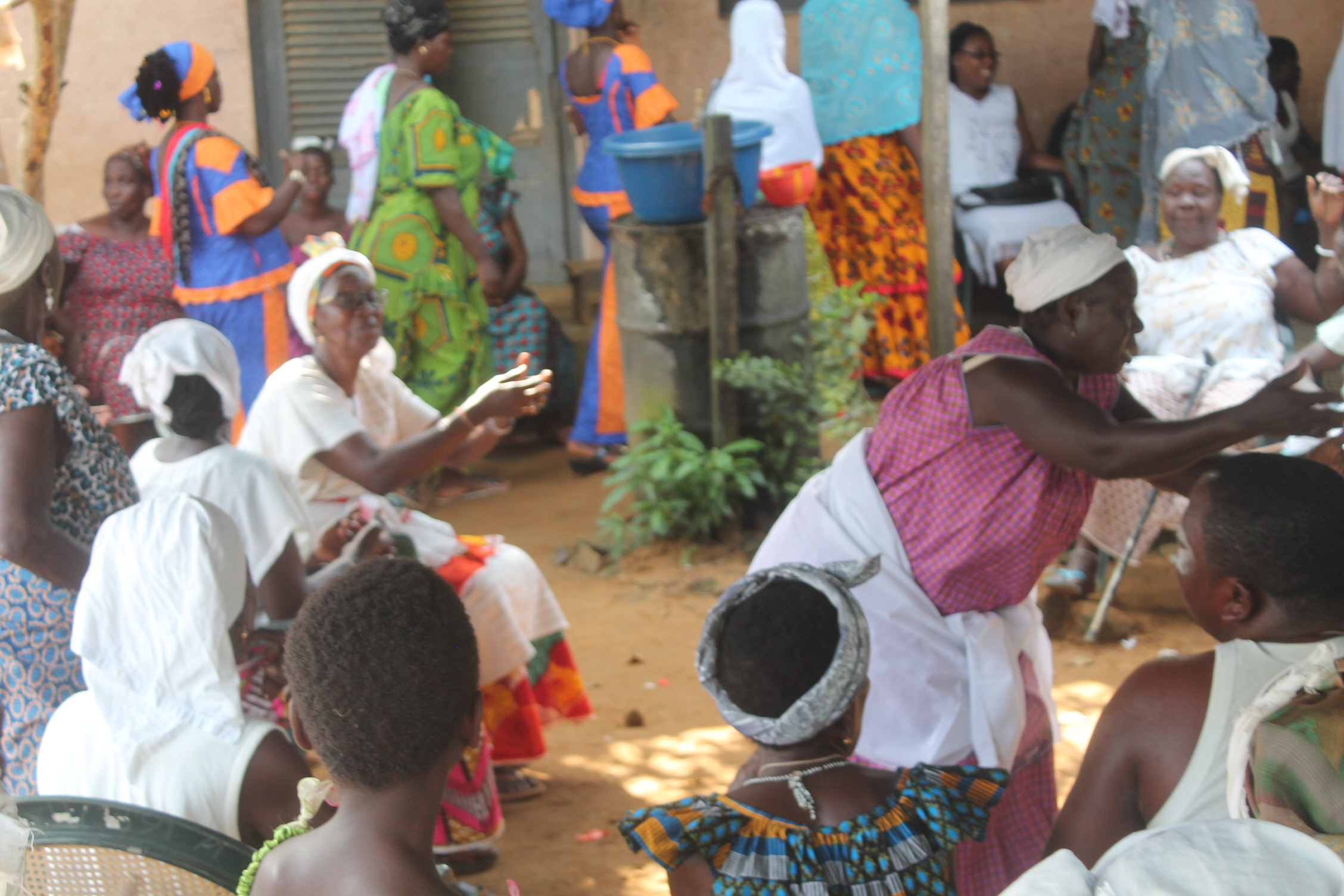
Confrerie de Komians chez les peuples Akan.

## Histoire
Dans la tradition Akan, le Kômian était autrefois, craint et admiré pour sa connaissance de la nature et son rôle de médiateur avec les esprits divins. Le mot «Kômian» signifie «va le consulter quand tu te retrouves dans des problèmes», ou «va vers Dieu» pour faire référence à «Kômien».

## Caractéristiques et rôles

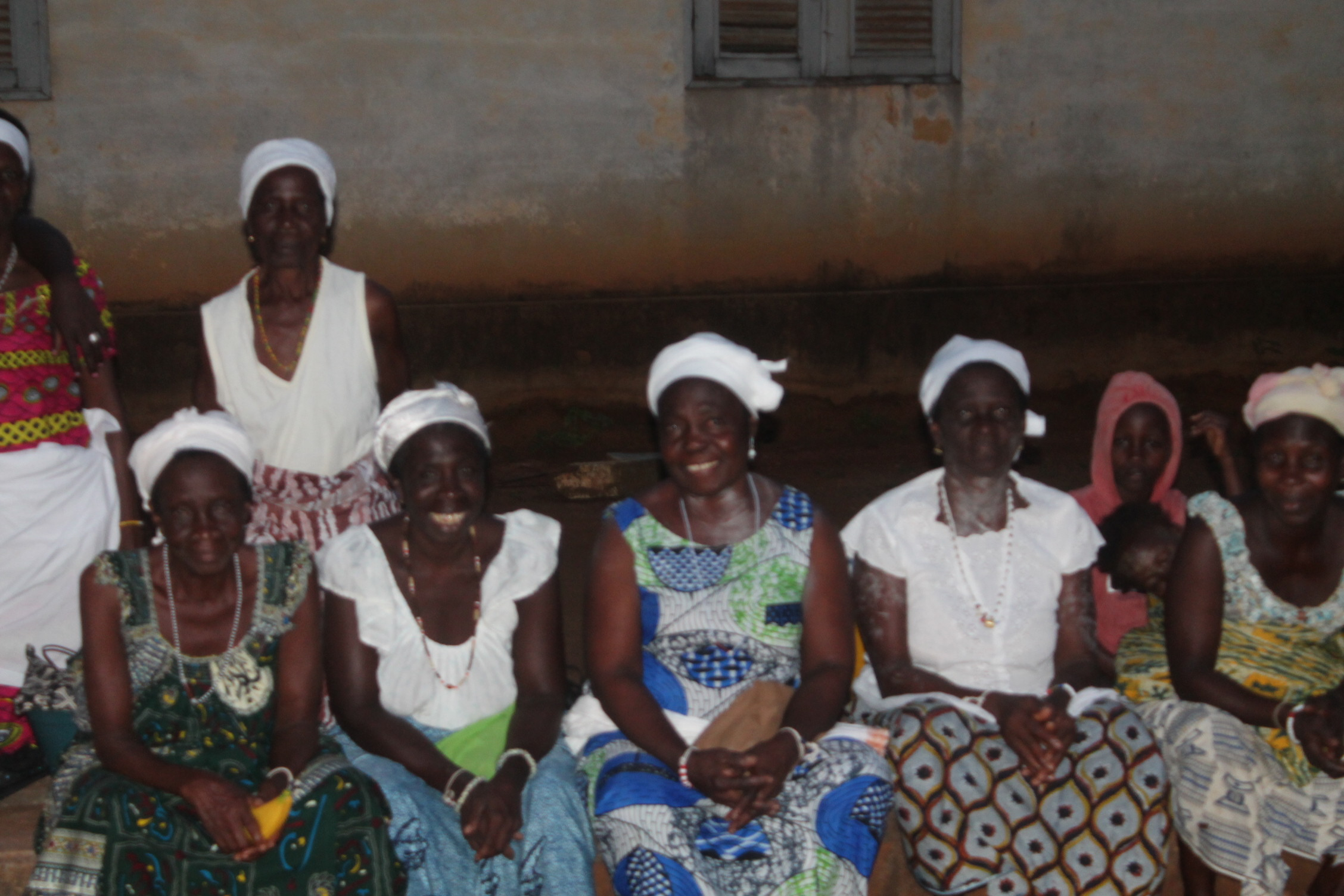
Confrerie de Kômians en pays Agni sanwi

Les Kômians sont des groupes composés généralement de femmes et de filles mais quelque rare fois on y trouve des hommes. Les Kômians s’habillent la plus part du temps de tissus blancs ou rouges, d’amulettes ou de grelots aux pieds. Toujours badigeonnés de kaolin, ils marchent les pieds nus. Les Kômians possèdent de grands pouvoirs mystiques pour conjurer les mauvais sorts lors des grands évènements. Ils sont consultés pour leurs rôles de médecins traditionnels, mais aussi pour leur capacité à prédire l'avenir.
Considérés comme des thérapeutes dans les sociétés Akans, les Kômians occupent une position stratégique de devin dans la société villageoise. Ils incarnent une éthique de vie et un canal de guérison avec une manifestation sacrée de la personne humaine. Dans la gouvernance  chez les Akans, les Kômians sont sollicités sur diverses questions de gestion communautaire. 

## Rite d'initiation
Chez certaines communautés Akan, le rite d'initiation des Kômians est réservé aux personnes en âge de puberté et prêtes à entrer dans l'âge adulte. Le processus de formation et de préparation dure plusieurs mois. Les jeunes qui participent à l’initiation  sont prises en charge par des Kômians expérimentées de la communauté, qui enseignent des compétences pratiques telles que la spiritualité, la cuisine, la danse, la musique et d'autres arts traditionnels. Les jeunes Kômians sont initiés aux secrets de la religion traditionnelle Akan. Ils apprennent des chants et des danses sacrés, des croyances et des pratiques religieuses à leur développement spirituel.

## Galerie

Kômians Akan de Côte d'Ivoire
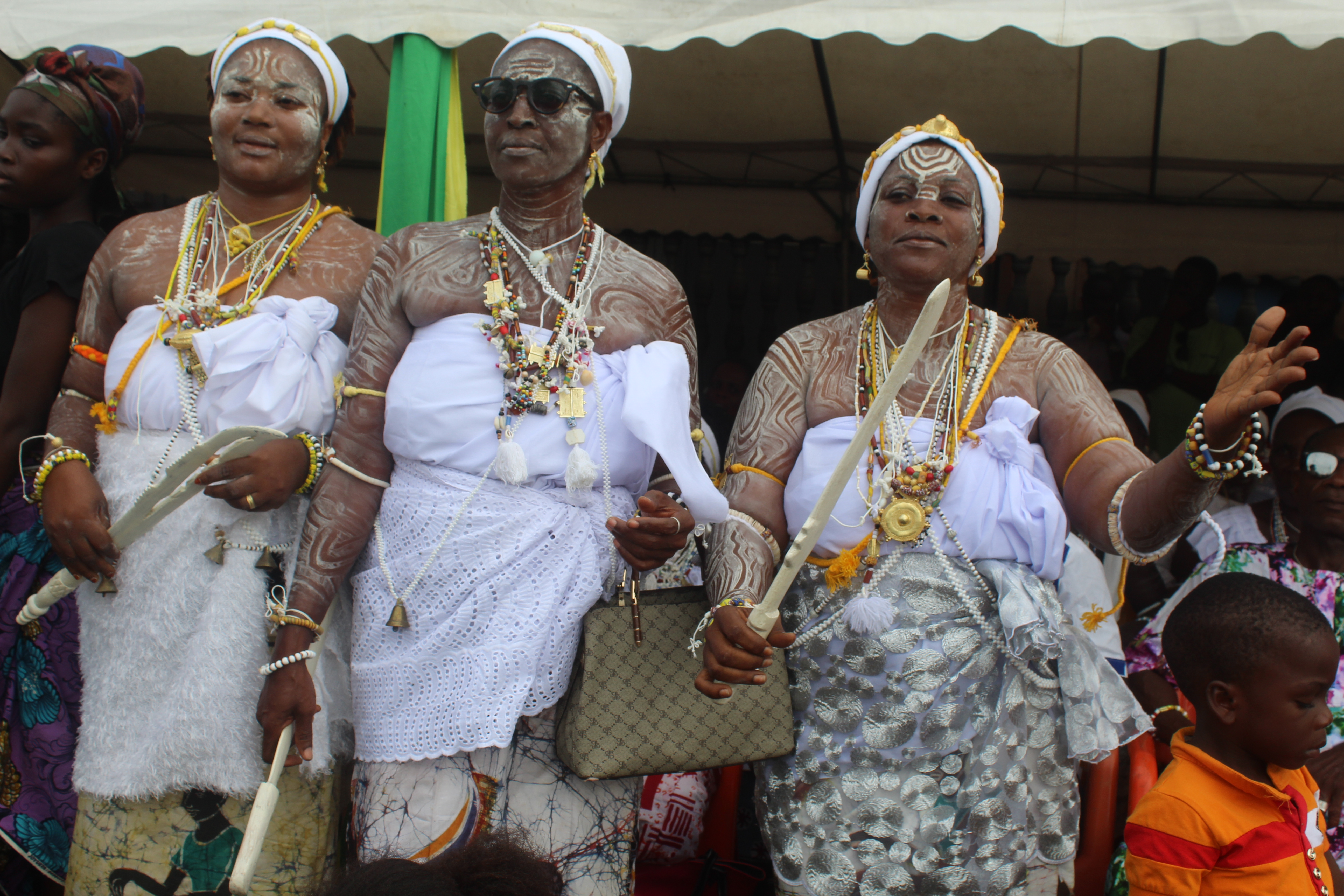
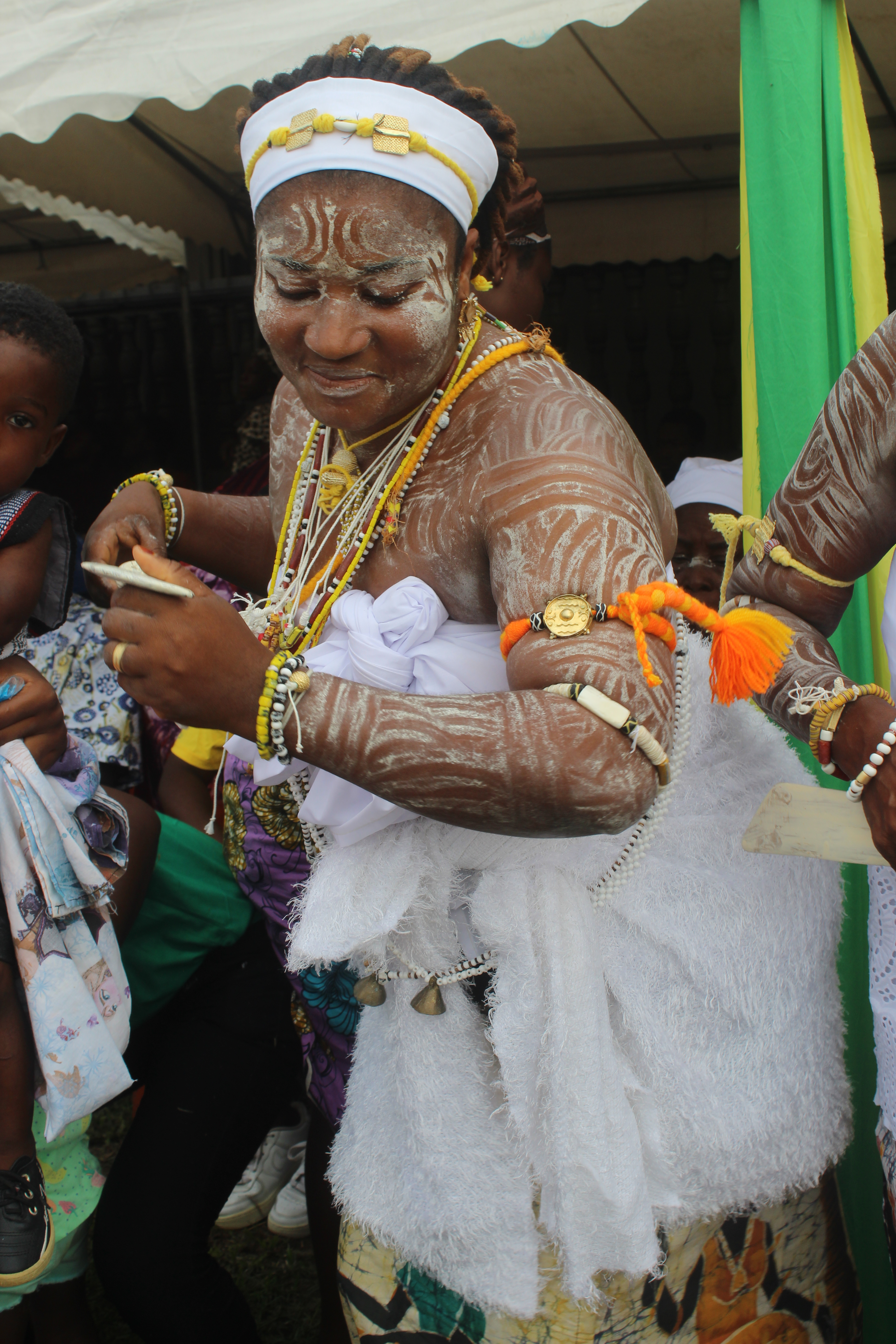
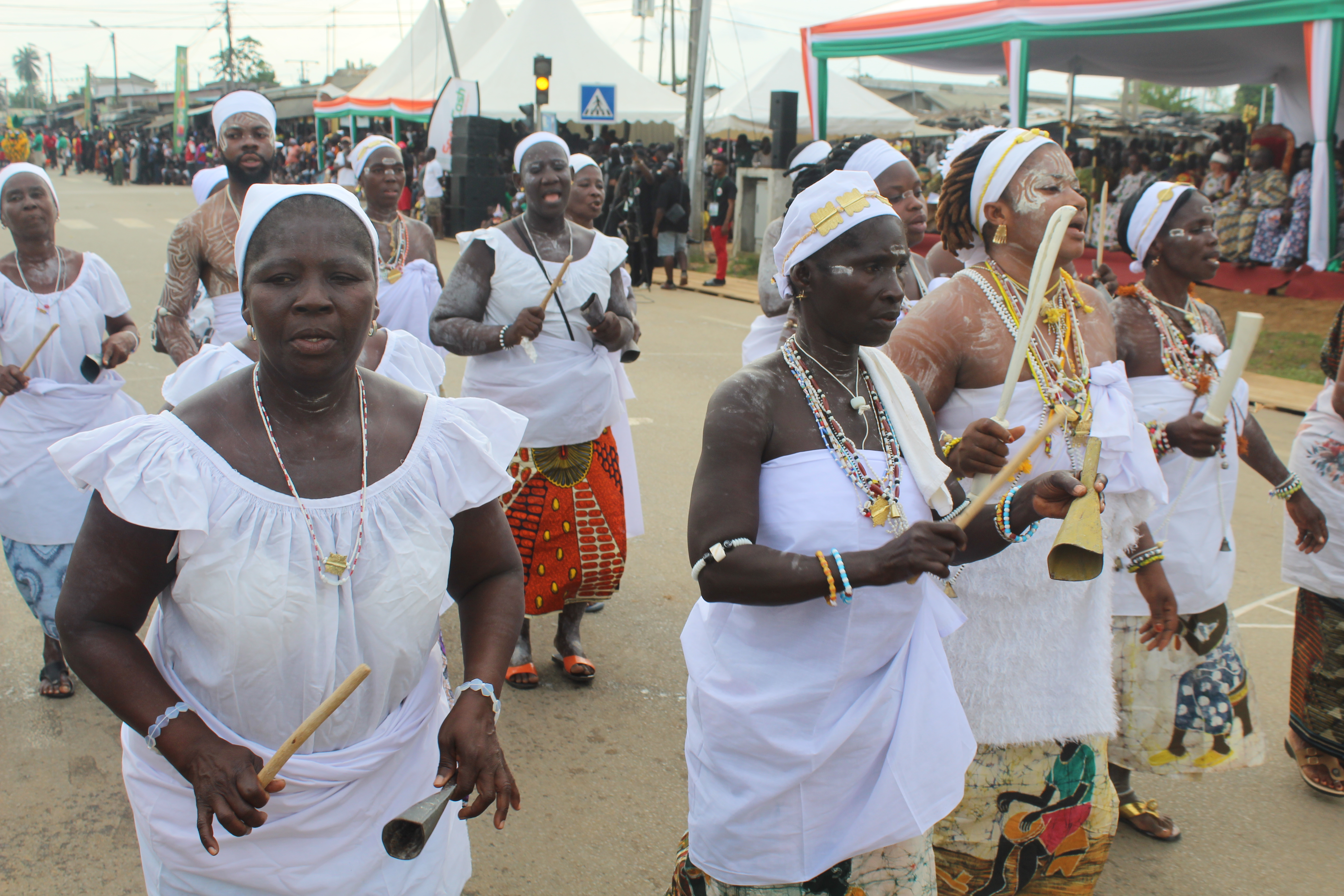
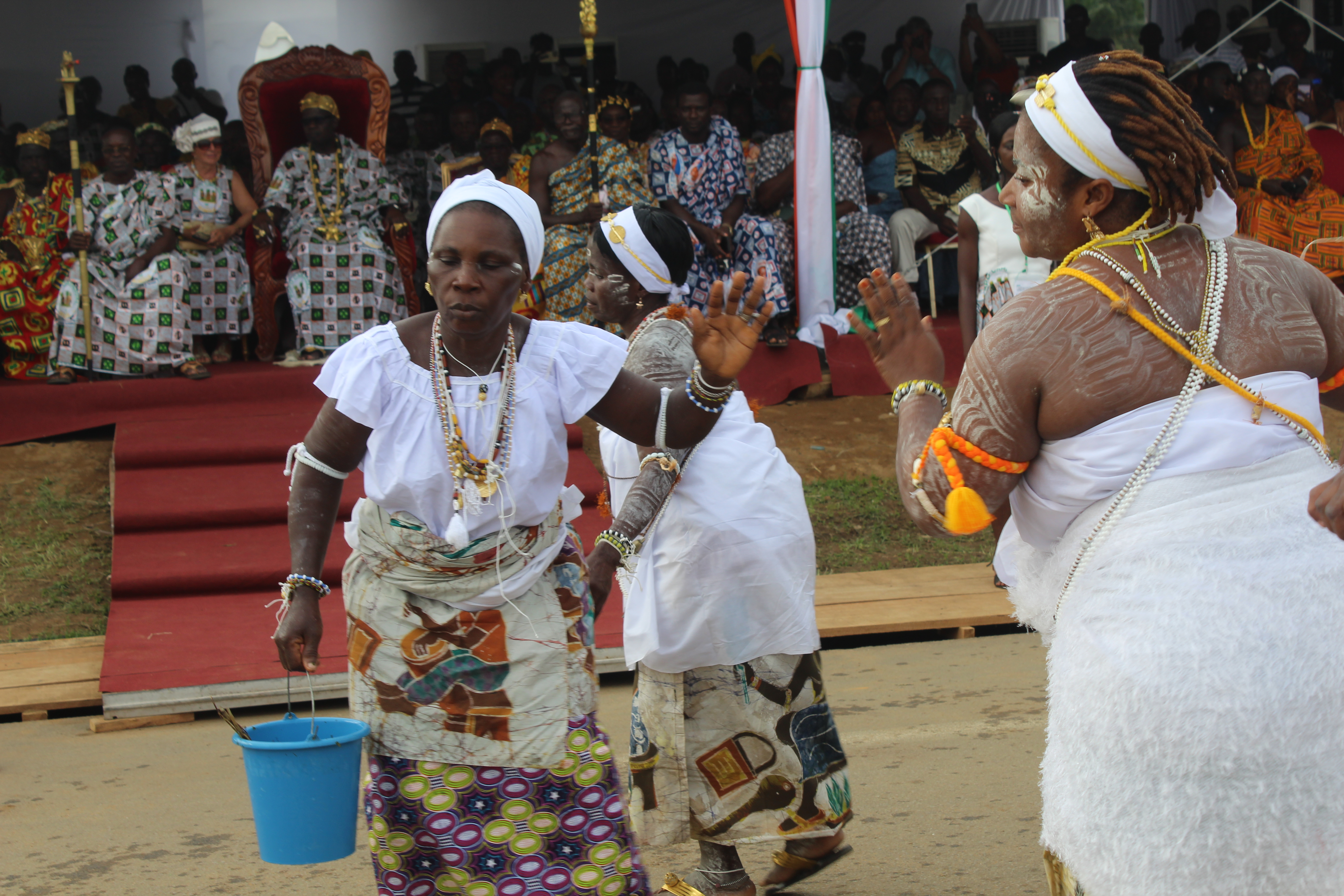
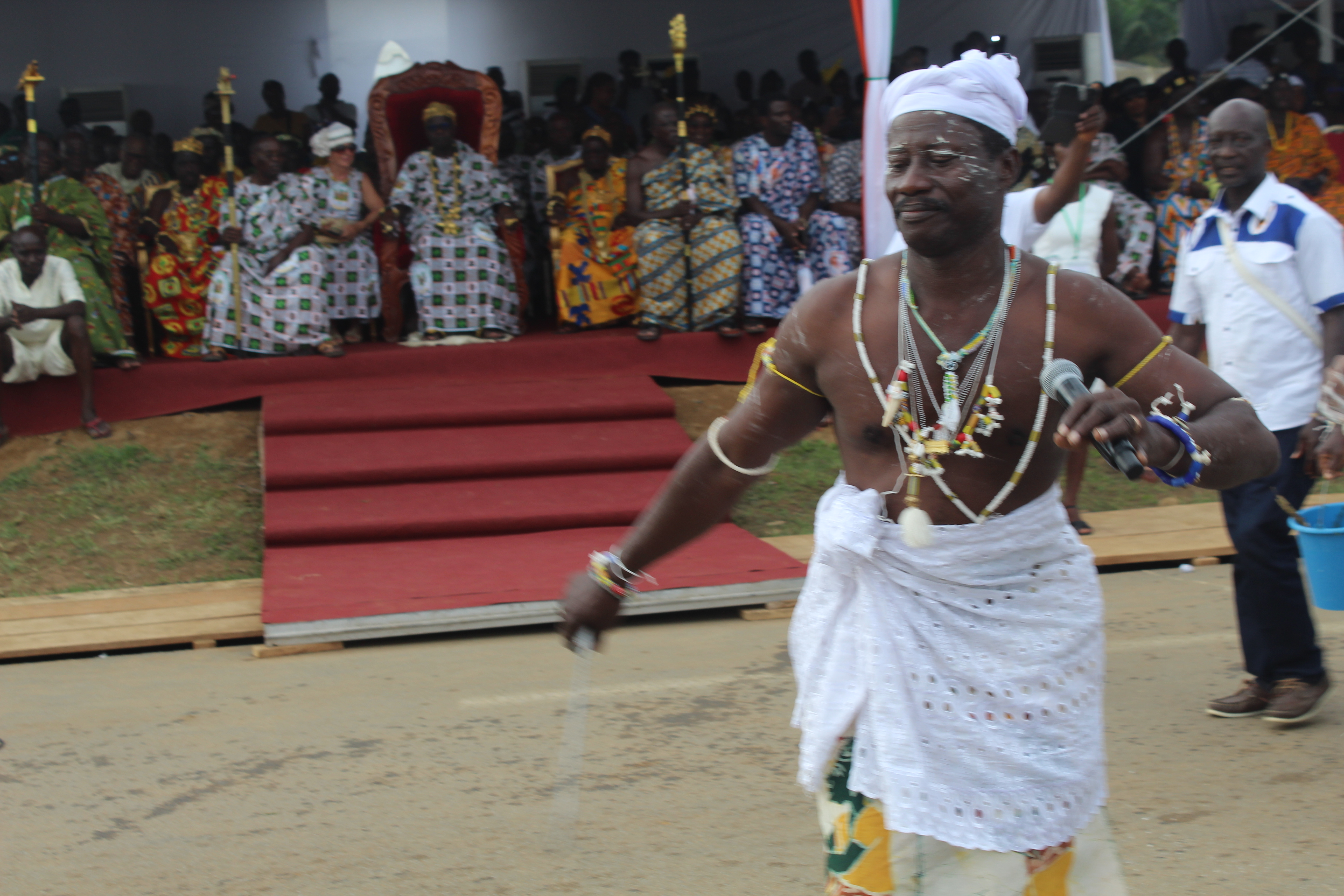